# Giovanni Battista Brocchi (Naturforscher)

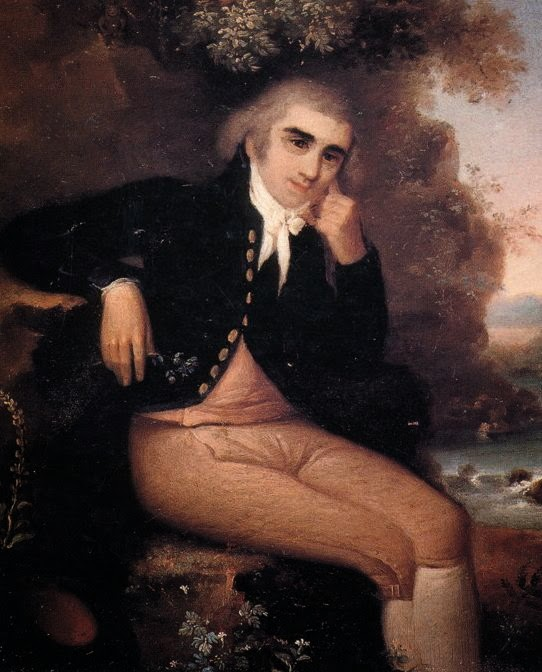
Giovanni Battista Brocchi

Giovanni Battista Brocchi (* 18. Februar 1772 in Bassano del Grappa; † 25. September 1826 in Khartum) war ein italienischer Naturforscher, Reisender und Dichter.

## Leben
Giovanni Battista Brocchi verfasste bereits mit 14 Jahren Verse in italienischer und lateinischer Sprache. Später brachte er einen Band Poesien unter dem Titel Belvedere heraus sowie eine lateinische Übersetzung der Batrachomyomachie. Seine dem wohlhabenden Mittelstand angehörenden Eltern schickten ihn nach Padua, wo er ein Jurisprudenz-Studium absolvieren sollte. 1792 reiste er nach Rom und trieb in dieser Stadt und in Venedig mineralogische sowie botanische Studien. 1792 publizierte er in Venedig die Abhandlung Ricerche sopra la scultura presso gli Egiziani. Auch schrieb er geistvolle Briefe über Dante (Lettere sopra Dante a Miledì, Venedig 1797). Er wurde 1801 Professor der Naturgeschichte am neuen Lyzeum in Brescia, wo man ihm später auch die Aufsicht über den botanischen Garten und die Bildung eines naturhistorischen Kabinetts anvertraute.
Aufgrund seiner Abhandlungen über die Eisenbergwerke im Departement von Mella (Trattato mineralogico e chimico sulle miniere di ferro del Dipartimento del Mella, Brescia 1808, 2 Bde.) wurde Brocchi 1809 als Inspektor des Bergamts des Königreichs Italien nach Mailand berufen. Ferner wurde ihm die Untersuchung der reichen Schätze des Landes übertragen. Mit Malacarne durchwanderte er 1810 die an Fossilien reiche Gegend des Fassatals im Departement Alto Adige und veröffentlichte als Ergebnis dieser Forschungen die Schrift Memoria mineralogica sulla valle di Fassa in Tirolo (Mailand 1811; deutsch Dresden 1817). 1811–1813 unternahm er Reisen in die fossilienreichen Gegenden Italiens und schrieb dann Conchiologia fossile subappennina con osservazioni geologiche sugli Appennini e sul suolo adiacente  (Mailand 1814, 2 Bde. mit 16 Kupfern).
Als 1814 unter österreichischer Herrschaft das Bergamt, dem er seine Sammlungen überwiesen hatte, aufgelöst wurde, unternahm er von Rom aus neue Wanderungen, deren Ergebnisse er in zahlreichen Aufsätzen der Biblioteca italiana niederlegte. Im Jahr 1817 erschien sein Catalogo ragionato di una raccolta di rocce, disposto con ordine geografico, per servire alla geognosia dell' Italia, dem seine wichtige Abhandlung Dello stato fisico del suolo di Roma (Rom 1820) folgte. In letzterer Schrift korrigierte er die fehlerhaften Ansichten des Geologen Scipione Breislak, der annahm, dass Rom an der Stelle eines Vulkans liege, auf den er die vulkanischen Materialien zurückführte, welche die Sieben Hügel bedecken. Brocchi zeigte, dass diese Substanzen entweder vom Mont Albano, einem zwölf Meilen von der Stadt entfernten erloschenen Vulkan, oder von den noch weiter nördlich gelegenen Monti Cimini herrühren.
1821 wurde Brocchi Muhammad Ali Pascha, dem Vizekönig von Ägypten als Direktor der Bergwerke empfohlen und ging, nachdem er auf der Reise durch Kärnten sich die nötigen praktischen Kenntnisse angeeignet hatte, im September 1822 nach Alexandria. Er reiste von hier in den Jahren 1823 und 1824 bis zur damaligen Südgrenze des Reichs. Später, als Muhammad Ali Pascha seine Macht bis nach Abessinien und Kordofan ausgedehnt hatte, trat Brocchi am 3. März 1825 eine Forschungsmission nach dem Sultanat von Sannar an. Es herrschte aber extreme Hitze, und als der Reisende sich im Juni 1826 mit geringer Ausbeute auf den Rückweg machte, kam er nur bis Khartum, wo er am 25. September 1826 im Alter von 54 Jahren wohl an den Folgen der Ruhr starb.